# Panticeu
Panticeu là một xã thuộc hạt Cluj, România. Dân số thời điểm năm 2002 là 2014 người.